# گالاکتوز ۱-فسفات
گالاکتوز ۱-فسفات (به انگلیسی: Galactose 1-phosphate) با فرمول شیمیایی C۶H۱۳O۹P یک قند فسفریله با شناسه پاب‌کم ۱۲۳۹۱۲ است که جرم مولی آن ۲۶۰٫۱۳۶ g/mol می‌باشد. این ترکیب توسط آنزیم گالاکتوکیناز از گالاکتوز تولید می‌شود.